# 莱昂德罗·卡斯坦
莱昂德罗·卡斯坦·达席尔瓦（Leandro Castán da Silva，1986年11月5日—），简称莱昂德罗·卡斯坦，是一名巴西足球运动员，司职中后卫，现時巴西甲組聯賽球队華斯高。

### 俱乐部生涯
2005年，莱昂德罗·卡斯坦在巴西球队米内罗竞技开始职业足球生涯。2007年夏季，他转会加盟瑞典足球超级联赛球队赫尔辛堡。同年9月24日，他在赫尔辛堡3比4不敌奥雷布洛的比赛首次代表赫尔辛堡出场。不过他并未在赫尔辛堡站稳脚跟，2008年底回到巴西格雷米奥巴鲁埃里，2010年转投科林蒂安，并帮助科林蒂安夺得2012年南美解放者杯冠军。
2012年夏季，莱昂德罗·卡斯坦以500万欧元的身价加盟意大利足球甲级联赛球队羅馬。 他迅速占据球队主力中后卫的位置，在2012年12月8日罗马4比2击败佛罗伦萨射进加盟球队的首个进球。